# Eliot Vassamillet
Eliot Vassamillet, även känd som Eliot, född 29 december 2000 i Mons, är en belgisk sångare som representerade Belgien i Eurovision Song Contest 2019 i Tel Aviv. Låten han framförde heter "Wake Up" och är skriven av Pierre Dumoulin som tidigare har skrivit låten "City Lights" till sångerskan Blanche som slutade på en fjärdeplats i Eurovision Song Contest 2017 i Kiev.
Vassamillet deltog i The Voice Belgique år 2018 där han coachades av Slimane Nebchi.